# Α-ラトロトキシン
α-ラトロトキシンは、特定外来生物のセアカゴケグモ(Latrodectus hasseltii)、ハイイロゴケグモ（L. geometricus）等の毒腺から単離される神経毒で、咬傷により哺乳類に対し活性を示す。
哺乳類の神経シナプス前膜にある受容体に結合し神経筋接合部の神経側に作用してカルシウムイオンを流入させ、神経末端よりアセチルコリン、カテコールアミンなどの神経伝達物質の放出を促し、再流入を阻止することによりシナプス小胞の枯渇を招く。その結果、筋肉の痙攣、血圧の上昇、痛み、発汗、呼吸不全などをもたらす。
α-ラトロトキシンによりもたらされる細胞内分泌顆粒放出のメカニズムは、細胞内外のカルシウムイオンに非依存的に生じることから、この放出がこれまで知られている経路とは異なる、未知の細胞内シグナル伝達系を介している可能性が強く示唆されている。